# Elektroinstalační lišta

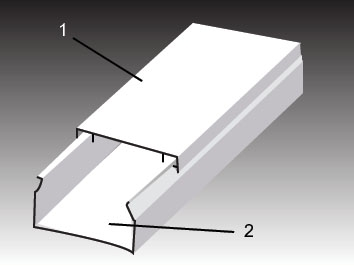
Elektroinstalační lišta 1) Víko 2) Korýtko

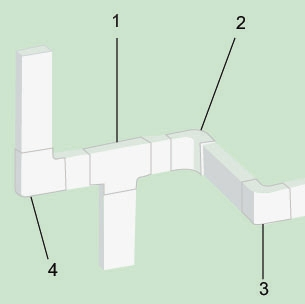
Doplňky elektroinstalační lišty 1) Odbočný roh 2) Vnitřní roh 3) Vnější roh 4) Ohybový roh

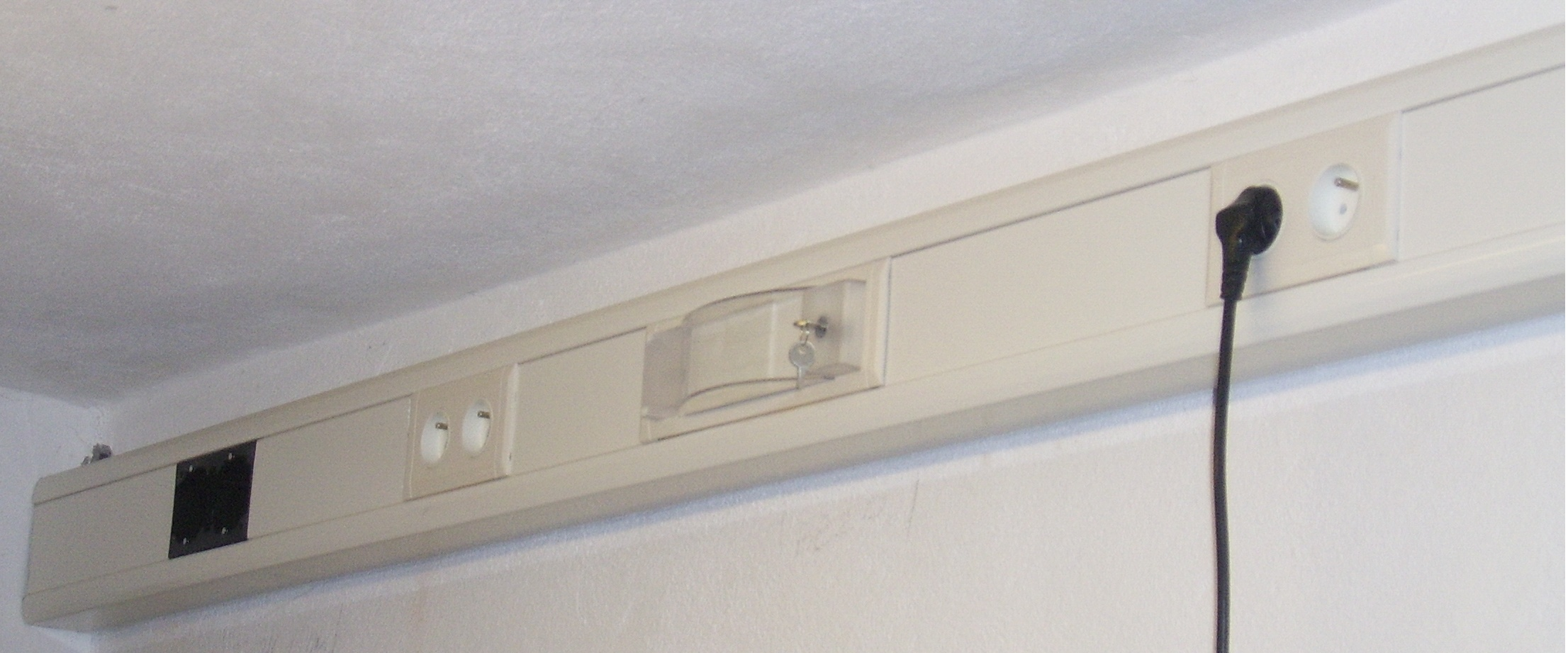
Parapetní kanál s vestavěnými přístroji

Elektroinstalační lišta je plastové korýtko tvaru "U" s naklapávacím víkem, určené pro ukládání elektrických kabelů.

## Základní provedení
Jde o kontinuálně vytlačovaný profil z houževnatého plastu, nejčastěji z PVC. Korýtko a víko spojují pružné prolisy (zámky), tvarované tak, aby udržely víko i po naplnění korýtka kabely. Na spodní straně korýtka jsou výrobcem předlisovány v pravidelných odstupech upevňovací otvory. Přes tyto otvory se lišty upevňují vruty do hmoždinek ve svislém povrchu stěn. Víko se po vložení kabelů naklapne na základní lištu. Připevnění i sejmutí víka je díky pružnosti plastu možné bez nástrojů a opakovaně. Lišta se dodává vždy s víkem, jako komplet. Běžně dodávaná délka jsou dva metry, méně často tři metry. Obvyklá barva je mléčně bílá (slonová kost). Dobře dostupné jsou i lišty hnědé barvy. Někteří výrobci nabízejí lišty s potištěným víkem, napodobujícím dřevěnou dýhu.

## Nejčastější použití
Elektroinstalační lišty jsou určeny k ukládání kabelů na povrchu zdí, stěn, příček mezi místnostmi. Přednostně tam, kde není technicky možné nebo vhodné ukládat kabely do omítky a pod omítku. Jde o méně důležité prostory domů, jako jsou sklepy, garáže, dále různé dílny a skladovací prostory. Lišty se dobře využijí i v technických prostorách se stěnami z litého betonu, kde instalace do zdi není vůbec možná. Nejnápadnějším využitím lišt jsou dočasné úpravy elektroinstalace, dodatečně doplněné zásuvky nebo přesunuté vypínače. Lišty se využijí v situacích, kdy se vyžaduje rychlost úprav a minimální poškození okolí, i za cenu méně estetického vzhledu.

## Typy
Kabelové kanály mají společné tři různé typy:

### Kabelové kanály:
Kabelové kanály, také známé jako kabelové potrubí, jsou typem kanálů speciálně navržených pro ochranu a vedení elektrických kabelů. Jsou k dispozici v různých velikostech a materiálech, jako je PVC, kov nebo kompozit, aby vyhovovaly různým kapacitám kabelů a podmínkám prostředí. Kabelové kanály se běžně používají v rezidenčním, komerčním a průmyslovém prostředí k vytvoření organizovaných cest pro napájecí, datové nebo komunikační kabely.

### Osvětlovací kanály:
Osvětlovací kanály jsou speciálně navrženy pro instalaci svítidel. Poskytují pohodlné a organizované řešení pro vedení napájecích a ovládacích kabelů k více osvětlovacím bodům. Osvětlovací kanály často obsahují prefabrikované sekce s integrovanými možnostmi montáže svítidel, což zjednodušuje instalaci a údržbu. Běžně se používají v komerčních budovách, maloobchodních prostorách a rozsáhlých osvětlovacích instalacích.

### Přípojnicové kanály:
Přípojnicové kanály (BBT) jsou systém kanálů používaný k distribuci elektrické energie v budovách a průmyslových zařízeních. Skládá se z kovového krytu, který obsahuje několik přípojnic, což jsou vodiče používané k přenosu elektrické energie. BBT nabízí kompaktní a efektivní řešení pro distribuci energie, které snižuje potřebu dlouhých kabelů a individuálního zapojení. Běžně se používá v aplikacích, kde je třeba napájet vysoce výkonné zátěže, jako je osvětlení, stroje nebo systémy HVAC.

## Technické detaily
Běžné vnější rozměry elektroinstalačních lišt se pohybují od 10 × 5 mm do 70 × 40 mm podle výrobce. Lišty větších rozměrů mohou být doplněny vnitřní dělicí přepážkou. K jednotlivým rozměrům lišt se dodávají doplňkové prvky jako jsou zakončovací kryty, odbočné kryty nebo krytky rohů. Standardní provedení lišt je určeno k přišroubování, menší rozměry mohou být už od výrobce opatřeny oboustrannou lepicí páskou pro upevnění na hladké rovné povrchy.

## Příbuzné ukládací prvky
- Rohové lišty jsou elektroinstalační lišty tvarově přizpůsobené montáži do rohu místnosti mezi podlahu a svislou stěnu. Vyrábějí se k nim nosiče zásuvek, které těsně přilehnou k liště a umožní namontovat silovou nebo datovou zásuvku.
- Podlahové lišty mají rovnou základnu a obloukovité víko. Slouží k přivedení kabelů k nábytku nebo zařízením umístěným daleko od stěn. Pokud jsou plastové, nesmějí být vystaveny pěšímu provozu. Obdobné lišty z hliníku snesou i občasné pošlapání.
- Parapetní kanály jsou tvarově shodné s běžnými elektroinstalačními lištami, ale výrazně větších rozměrů. Umožňují vložení dělicí přepážky. Po vložení pomocné instalační krabice je možné přímo do parapetního kanálu montovat silové a datové zásuvky, případně některé přístroje (jističe, proudové chrániče, přepěťové ochrany). Mimo plastových se dodávají parapetní kanály také z hliníkových profilů v přírodní barvě hliníku nebo lakované práškovou barvou.

## Ostatní prvky pro povrchové uložení kabelů
Elektroinstalační lišty a jim příbuzné prvky jsou konstruovány a vyrobeny tak, aby nerušily ani na pohledově exponovaných plochách. Nelze do nich ale ukládat kabely skutečně velkých průřezů nebo velké počty kabelů. Pro tyto účely se používají drátěné kabelové rošty nebo plechové kabelové žlaby. Jsou vyrobeny ze žárově pozinkované nebo nerezavějící oceli. Ke stěnám a stropům jsou uchyceny pomocí závěsů, konzolí nebo výložníků. Umísťují se v provozních, běžnému uživateli budovy nepřístupných prostorách, případně jsou skryté ve zdvojených stropech.